# دهستان بنجار
دهستان بنجار، یکی از دهستان‌های بخش مرکزی شهرستان زابل در استان سیستان و بلوچستان ایران است.

## جمعیت
براساس سرشماری عمومی نفوس و مسکن در سال ۱۳۹۵، جمعیت دهستان بنجار برابر با ۶،۱۶۱ نفر بوده‌است.